# 508 до н. е.

## Події
- Клісфеном було введено остракізм.
- Римська республіка

### Астрономічні явища
- 19 березня. Часткове сонячне затемнення.[1]
- 18 квітня. Часткове сонячне затемнення.[1]
- 12 жовтня. Часткове сонячне затемнення.[1]